# Chen Manlin
Chen Manlin (Tschen Man-Lin) (* 1942) ist ein ehemaliger chinesischer Gewichtheber.

## Werdegang
Chen Manlin (Tschen Man-Lin) stammt aus Guangdong und ist der jüngere Bruder von Chen Jingkai (Tschen Tsching-Kai), der in den 1950er Jahren der erste chinesische Gewichtheber war, der in die Weltspitze vorstieß und sogar Weltrekorde aufstellte.
Er begann ebenfalls bereits in den 1950er Jahren mit dem Gewichtheben. Das erste Ergebnis, das von ihm bekannt wurde, waren 305 kg im olympischen Dreikampf im Bantamgewicht. Mit dieser Leistung nahm er in der Weltrangliste für das Jahr 1961 den 24. Platz ein.
Es muss darauf hingewiesen werden, dass die Volksrepublik China in jenen Jahren kein Mitglied des internationalen Gewichtheber-Verbandes, der damals die Bezeichnung FIHC trug, war. Chinesische Gewichtheber konnten also nicht an den internationalen Meisterschaften teilnehmen. Auch Weltrekorde, die sie erzielten, wurden von der FIHC nicht anerkannt und konnten somit immer nur inoffiziellen Charakter haben. Außerdem drangen in jenen Jahren Nachrichten aus China nur spärlich in den Westen. Dank der Sportzeitschrift Athletik sind aber doch einige Resultate aus diesen Jahren bekannt geworden.
1963 nahm Chen Manlin am Großen Preis von Moskau teil. Er belegte dort im Bantamgewicht mit 315 kg (97,5-90-127,5) den 4. Platz. Im Grunde genommen war die Teilnahme an diesem Wettkampf illegal und der sowjetische Gewichtheber-Verband hätte dafür von der FIHC bestraft werden müssen, aber die FIHC war politisch schwach und der sowjetische Gewichtheber-Verband war politisch stark, so verliefen vorgesehene Sanktionen stillschweigend im Sande.
Die nächste Leistung, die von Chen Manlin bekannt wurde, war ein inoffizieller Weltrekord, den er am 27. Februar 1965 in Peking mit 118 kg im Drücken des Bantamgewichtes aufstellte. In der Weltrangliste für das Jahr 1965 erscheint er im Bantamgewicht mit hervorragenden 350 kg (117,5-95-137,5), mit denen er den 3. Platz einnahm.
1966 stellte Chen Manlin wiederum inoffizielle Weltrekorde auf. Zunächst schaffte er am 12. März 1966 in Peking im Drücken des Federgewichts die Weltrekordlast von 128,5 kg und später im Jahr schaffte er bei den sog. GANEFO-Spielen in Phnom Penh im Bantamgewicht wieder im Drücken 118,5 kg. Aus dem Jahre 1966 sind ferner noch die Resultate eines Wettkampfs in Peking bekannt. Es handelte sich dabei um den Wettkampf der „New Emerging Forces“ (Wettkampf der neuen kommenden Kräfte). Er schaffte dort im Bantamgewicht 342,5 kg (110-100-132,5), mit denen er vor den beiden Japanern Tokyo und Masaru, die beide 320 kg erreichten, siegte.
Nach 1966 sind von Chen Manlin für die nächsten sieben Jahre keine Ergebnisse mehr bekannt. Der Grund lag in der sog. chinesischen Kulturrevolution. 1967 erklärte Mao Tsedong, dass die Teilnahme der chinesischen Jugend an Sportveranstaltungen diese vom revolutionären politischen Kampf abhalten würde. Das war auch das Ende des Gewichthebens in China bis 1973.
Nach dem Ende dieser Kulturrevolution war Chen Manlin einer der ersten chinesischen Gewichtheber, der sich an internationalen Meisterschaften beteiligte. Dies war möglich geworden, weil die Volksrepublik China im Jahre 1974 bei einem Kongress der FIHC in Manila in den internationalen Gewichtheber-Verband aufgenommen wurde. Dafür schloss man die Gewichtheber aus der Republik China aus.
Chen Manlin startete dann 1974 bei den Asienspielen in Teheran und belegte dort im Bantamgewicht mit 237,5 kg (97,4–140) hinter Kenkichi Andō, Japan, 250 kg, den 2. Platz. Er war auch bei der Weltmeisterschaft in Manila am Start und kam dort mit 232,5 kg (97,5–135) im Bantamgewicht auf den 9. Platz. Im November 1974 kam es in Bath/England auch noch zu einem interessanten Länderkampf zwischen England und der Volksrepublik China. Das war der erste Länderkampf der Volksrepublik im damaligen „Westen“ überhaupt. Chen Manlin startete dort im Federgewicht und erzielte 242,5 kg (102,5–140), mit denen er seinen Gegner Daniels, der im Reißen 95 kg erzielte und im Stoßen drei Fehlversuche hatte, klar besiegte.
An den Weltmeisterschaften 1975 in Moskau konnte Chen Manlin nicht teilnehmen, weil China mit der Sowjetunion inzwischen zutiefst verfeindet war und keinen Sportverkehr mit der Sowjetunion pflegte. Auch an den Olympischen Spielen 1976 in Montreal konnte er nicht starten, weil China vom IOC noch nicht aufgenommen worden war. An der Weltmeisterschaft 1977 in Stuttgart konnte er aber wieder an den Start gehen und belegte dort im Bantamgewicht, inzwischen 35-jährig, mit 245 kg (105–140) hinter Jiro Hosotani, Japan, der 252,5 kg (107,5–145) und Georgi Todorow aus Bulgarien, der auf 247,5 kg (110–137,5) kam, den 3. Platz.
Danach beendete er seine Gewichtheber-Laufbahn, die geprägt war von ständigen politischen Einflüssen, die es ihm schwermachten, einfach seinen Sport auszuüben und an den internationalen Meisterschaften teilzunehmen.

## Bekannte Wettkämpfe von Chen Manlin
| Jahr | Platz | Wettbewerb                                  | Gewichtsklasse | |
| 1963 | 4.    | Großer Preis von Moskau                     | Bantam         | mit 315 kg (97,5-90-127,5); Sieger: Marzagulow, UdSSR, mit 347,5 kg (110-102,5-135)                                        |
| 1966 | 1.    | GANEFO-Spiele in Phnom Penh                 | Bantam         | |
| 1966 | 1.    | Wettkampf der New Emerging Forces in Peking | Bantam         | mit 342,5 kg (110-100-132,5), vor T. Tokyo, Japan, 320 kg u. Masaru, Japan, 320 kg                                         |
| 1974 | 2.    | Asien-Spiele in Teheran                     | Bantam         | mit 237,5 kg (97,5–140), hinter Kenkichi Andō, Japan, 250 kg, vor Han Gyong-Si, Nordkorea, 237,5 kg                        |
| 1974 | 9.    | WM in Manila                                | Bantam         | mit 232,5 kg (97,5–135); Sieger: Atanas Kirow, Bulgarien, 255 kg (110–145) vor Leszek Skorupa, Polen, 250 (112,5–137,5)    |
| 1977 | 3.    | WM in Stuttgart                             | Bantam         | mit 245 kg (105–140), hinter Jiro Hosotani, Japan, 252,5 kg (107,5–145) u. Georgi Todorow, Bulgarien, 247,5 kg (110–137,5) |

## WM-Einzelmedaille
- WM-Silbermedaille: 1977/Stoßen

## Erläuterungen
- Wettbewerbe bis 1972 im olympischen Dreikampf, bestehend aus Drücken, Reißen und Stoßen,
- Wettbewerbe ab 1973 im Zweikampf, bestehend aus Reißen und Stoßen,
- WM = Weltmeisterschaft,
- Bantamgewicht, damals bis 56 kg Körpergewicht,
- Federgewicht, damals bis 60 kg Körpergewicht